# Pertevniyal Sultan
Pertevniyal Valide Sultan (* um 1812; † 5. Februar 1883 in Ortaköy (Istanbul)) war die Mutter Sultan Abdülaziz’ und die zweite Frau von Mahmud II.
1829 kam sie in den Harem von Mahmud II. Über ihr Leben vor dem Harem ist nichts bekannt. Pertevniyal Sultan war  tscherkessischer, kurdischer oder rumänischer Abstammung. Nach der Thronbesteigung ihres Sohns Abdülaziz am 25. Juni 1861 führte sie den Titel Valide Sultan. Eine Schule und eine Moschee wurden nach ihr benannt.

## Belege
1. ↑  Pertevniyal Sultan in Türkiye Diyanet Vakfı İslâm Ansiklopedisi (türkisch)
2. ↑  Felix Bamberg, Geschichte der orientalischen Angelegenheit im Zeitraume des Pariser und des Berliner Friedens, Berlin 1892, s. 359
3. ↑  Mutter des osmanischen Sultans Abdulaziz, Valide Sultan II. Sie ist Mahmuts Frau. Pertevniyal Valide Sultan war vlachischer (rumänischer) Herkunft und hieß bei ihrer Geburt Hasna Besime. Im Jahr 1829 II. Sie wurde Mahmuts Frau. Nach 10 Jahren Ehe verstarb seine Frau. Osmanische Sultaninnen und ihre Dienste S. 135. / M. Rıza Narinli. Nev-Veröffentlichungen

| Personendaten    | Personendaten                                   |
| ---------------- | ----------------------------------------------- |
| NAME             | Pertevniyal Sultan                              |
| ALTERNATIVNAMEN  | Sultan, Pertevniyal Valide (vollständiger Name) |
| KURZBESCHREIBUNG | zweite Ehefrau von Sultan Mahmud II.            |
| GEBURTSDATUM     | 1812                                            |
| STERBEDATUM      | 5. Februar 1883                                 |
| STERBEORT        | Ortaköy (Istanbul)                              |